# Haengun-dong
Haengun-dong (koreanska: 행운동)  är en stadsdel i Sydkoreas huvudstad Seoul. Den ligger i stadsdistriktet Gwanak-gu i den sydvästra delen av staden.